# Rauschenbach (Schwarzbach)
Der Rauschenbach ist ein etwa 1,7 Kilometer langer linker Zufluss des Schwarzbach. Er befindet sich in seiner gesamten Länge auf der Gemarkung der Gemeinde von Leimen.

## Verlauf
Der Rauschenbach entspringt westlich vom Behängtköpfel. Er fließt zunächst in nördlicher Richtung und wechselt dann, nach etwa 500 m, seine Fließrichtung nach Nordwesten, um schließlich südöstlich vom Hermerskopf in den Schwarzbach zu münden.

## Einzugsgebiet
Das Einzugsgebiet des Rauschenbaches ist etwa 2,4 km² groß.
Er entwässert den Kemmeterberg, das Behängtköpfel und den Schmalen Kopf.